# 재벌
재벌(財閥)은 복합기업 중에서도 주로 가족이나 일가 친척으로 구성된, 대한민국과 일본의 기업 집단을 가리킨다. 일본어로는 자이바쓰(일본어: 財閥, 한국 한자음: 재벌)로 쓰며, 일본의 재벌을 영어로는 'Zaibatsu'로 쓴다. 대한민국의 재벌은 영어로 ‘Chaebol’이라고 쓰지만, 그리 널리 알려진 단어는 아니다. 일본의 자이바쓰와 개념은 동일하다.

## 대한민국의 재벌
재벌은 생산구조상 다각화를 통해 여러 시장에 걸친 많은 계열 기업을 산하에 소유하고 있으며, 외형상 독립되어 있으나 실질적으로는 산하 기업 간에 자본소유 관계나 임원 겸임 따위를 통해 일관된 체제 아래 활동하는 기업군을 형성하고 있다.
재벌은 일반적으로는 가족 또는 친인척 구성원들이 출자한 지주회사(모기업)가 핵심이 되고 다양한 산업을 경영하는 자회사를 지배하는 형태를 이룬다. 계열사들의 관계는 순환출자를 통해 복잡하게 얽혀 있는 경우도 많다.
일본에서는 20세기 초반 정부 주도로 미쓰비시, 미쓰이, 스미토모, 후요, 파나소닉, 산와 만한 재벌 중심의 고도성장이 이루어졌는데, 대한민국에서는 1960년대부터 일본의 성장 모델을 본받은 경제 개발 계획이 시작되면서 재벌이 성장하게 되었다. 하지만, 1990년대 후반에 일어난 대한민국의 IMF 구제금융 요청으로 인해서 많은 재벌들이 없어졌으나, 롯데, 삼성, 현대자동차그룹 등을 비롯한 주요 대기업들 중에는 아직도 재벌집단이 존재한다.
재벌 체제는 적은 지분을 가진 재벌 총수가 경영권을 독단적으로 행사한다거나, 소유와 경영의 분리가 되지 않은 문제 등으로 인해 많은 비판의 대상이 되고 있다.
민간기업
| - 삼성 - 현대자동차 - SK - LG - 롯데 - CJ - LS - GS - LX - 한화 - 효성 - 신세계 - 동국제강 - OCI - KCC | - DL - DB - 포스코 - 한솔 - 세아 - HD현대 - 유진 - 부영 - 두산 - 태영 - HL - 코오롱 - 금호석유화학 - 태광 - 아모레퍼시픽 | - 이랜드 - 하림 - 영풍 - 셀트리온 - 현대백화점 - HDC - 하이트진로 - 카카오 - 쌍방울 |  |

그 외 재벌
| - 동원 - 농심 - 대상 - SM - 한샘 - 원익 - KD운송그룹 - LIG - 사조 - 삼양사 - 모아건설 | - 애경 - 동서 - 넥센 - SPC - 금호아시아나 - 패션그룹형지 - 쿠쿠 | - 하이트진로 - 무학 - 오리온 - 고려제강 - 유한양행 |  |

해체된 재벌들
| - 동명 - 신동아 - 새한 - 한보 - 삼미 - 해태 - 진로 - 명성 - 국제 - 율산 - 삼풍 - 쌍용 - 한일 - 청구 - 아남 - 대한전선 - 나산 - 우방 - 갑을 - 신호 - 동아 - 동양 - 대농 - 대우 - 기아 - 극동 - 고합 - 거평 - 한양그룹 - 라이프그룹 - STX - 쌍방울 - 봉명 - 한신공영 - 개풍 - 계성 - 건영 - 광명 - 대봉 - 덕산 - 라이프 - 범양상선 - 삼도 - 삼호 - 삼호 - C& - 서주산업 - 제이유 - 진로 - 화신 - 신진 - 영동개발 - 원기업 - 제세 - 태창 - 한양 - 화신 - 대주 - 신동방 | 해체된 재벌 계열사 - 제일화재 - 유수 - SKM - 보광 - 효성기계 - 코오롱TNS - 해태유업 - 경남모직 - 예음 - 뉴코아 - 우성 - 성우 - 동아출판 - 두산건설 - 롯데햄 - 롯데전자 - S&T모티브 - 대우통신 - 극동건설 - 크라운베이커리 - 청보식품 - 해찬들 - 샤니 - CJ E&M - CJ GLS - CJ미디어 - CJ엔터테인먼트 - CJ인터넷 - CJ헬스케어 - 온미디어 - 에스에이관리 - 신동방CP - 케이티프리텔 - 사조해표 - 한화토탈 - 제일모직 - 삼성LED - 삼성플라자 - 삼성석유화학 - 삼성디지털이미징 - 도레이케미칼 - 성원토건 - 조양상선 - 오리엔탈 레코드 - 서라벌레코드 - 오케레코드 - 청보식품 - 해찬들 - 샤니 - 대동은행 - 동남은행 - 경기은행 - 한미은행 - 동화은행 - 충청은행 - 한국주택은행 - 한양화학 - 천도제약 - 온미디어 - 퀴니 - 백화양조 - 보배양조 - 스톤뮤직 엔터테인먼트 - 한화투자증권 - 한양화학 - 한화테크엠 - 티브로드 - 코오롱고속 - 한진고속 - 유공 | 없어진 중소 업체 - 거창여객 - 아림고속 |  |

## 해외의 재벌
민간 기업
| - NBC유니버셜 - 월트 디즈니 컴퍼니 - 토에이 - 선라이즈 - 레고그룹 - 마텔 - 해즈브로 - 닌텐도 - 이스트만 코닥 - 코카콜라 컴퍼니 - 펩시코 - 맥도날드 - 버거킹 - KFC - 버진그룹 - 타타 그룹 - 마힌드라 & 마힌드라 |

해체된 재벌들
- 산요전기
- 타카라
- 토미
- 디멘션 필름스
- 미라맥스